# سرخه‌ده سفلی
سرخه‌ده سفلی، روستایی از توابع بخش مرکزی شهرستان خرم‌آباد در استان لرستان ایران است.

## جمعیت
این روستا در دهستان کرگاه شرقی قرار دارد و براساس سرشماری مرکز آمار ایران در سال ۱۳۹۵، جمعیت آن ،۱٬۰۹۵ نفر (۱۸۸ خانوار) بوده‌است. از اماکن تاریخی مشهور و نزدیک به این روستا می‌توان به تپه سرخه ده علیا یا همان تپه سرسرآو اشاره نمود.